# تاباروبا
تاباروبا بلدية في ولاية ميناس جيرايس في المنطقة الجنوبية الشرقية من البرازيل.